# 소열황후

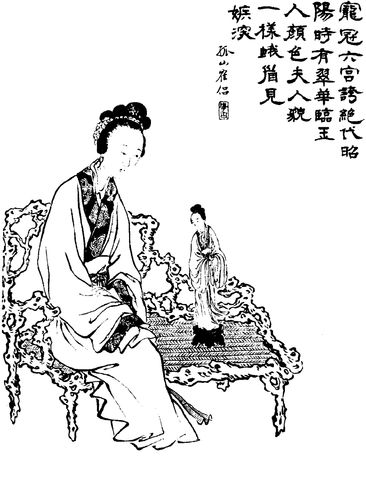

소열황후 감씨(昭烈皇后 甘氏, ? ~ ?) 또는 감부인(甘夫人)은 중국 삼국시대 촉한(蜀漢)의 초대 황제인 소열제(昭烈帝) 유비(劉備)의 두 번째 첩실(妾室)이자 그가 거느린 부인(夫人)들 중 한 명이며 뒷날 황후로 추존된 인물이다.
촉한 후주(後主) 유선(劉禪)의 친모로 패현(沛縣) 사람이다.

## 생애
유비(劉備)가 예주(豫州)에 있을 때 그녀를 자신의 첩실(妾室)로 삼았다.
감부인(甘夫人)은 정사(正史)에 기록된 유비의 두 번째 첩실에 해당된다.
유비는 잦은 도망 생활로 인해 본처와 자식을 여러 차례 잃었으므로, 첩이었던 소열황후(감부인)가 집안일을 관리했다.
유비가 장판(長坂)에서 조조(曹操)의 5천 정예기병(호표기)에게 패퇴하면서 감황후와 아두(阿斗)를 버리고 도주했을 때, 조운(趙雲)에게 의지하여 겨우 목숨을 구할 수 있었다.
소열황후 사후, 남군(南郡) 땅에 안장되었으며, 222년에 황사부인(皇思夫人)으로 추증되었고 촉으로 이장되었다. 유선이 즉위하자 소열황후로 높여 추증하였다.

## 같이 보기
- 삼국지 인물 목록
- 진수 (서진)